# Catholicae Ecclesiae
Catholicae Ecclesiae est une encyclique de Léon XIII traitant des missions.
Elle est publiée à Rome, le 20 novembre 1890.
Elle rappelle notamment le devoir des catholiques dans le soutien aux missions et souligne la nécessité pour les missionnaires de lutter contre l'esclavage.
Cette encyclique reprend le thème de son encyclique de 1888 adressée aux évêques brésiliens In Plurimis, et saluant l'action de l'empereur du Brésil.